# Ледуон
Ледуон (швед. Leduån) — мала річка на півночі Швеції, у лені Вестерботтен. Протікає по території комун Б'юргольм і Нурдмалінг. Довжина річки становить 60 км, площа басейну  — 329,7 км².
Більшу частину басейну річки — 86,5 % — займають ліси, території сільськогосподарського призначення займають 5,6 % площі басейну, болота — 2,3 %.